# Nokia 8910
Le Nokia 8910 est un téléphone de l'entreprise Nokia. Il a un clapet glissant.

## Caractéristiques
- GSM 900 / 1800
- 103 × 46 × 20 mm  pour 110 grammes
- Écran  monochrome avec 4 lignes d'affichage.
- Batterie Li-Ion de 830 mAh
- Coque : Titane
- Appareil photo numérique : non
- Vibreur
- DAS : 0,52 W/kg.